# Opération Paperclip
L’opération Paperclip (originellement appelée « Opération Overcast ») est une opération menée à la fin de la Seconde Guerre mondiale par l'état-major de l'armée des États-Unis afin d'exfiltrer et recruter près de 1 500 scientifiques allemands issus du complexe militaro-industriel de l'Allemagne nazie pour lutter contre l'URSS et récupérer les armes secrètes du Troisième Reich. Ces scientifiques effectuèrent des recherches dans divers domaines, notamment sur les armes chimiques (Zyklon B), sur l'usage des psychotropes, sur la conquête spatiale, sur les missiles balistiques et sur les armes à longue portée (bombes volantes V1 et V2). L'opération présente des similitudes avec l'opération  Osoaviakhim menée par l'Union des républiques socialistes soviétiques à partir de 1946.
Le département de la Défense des États-Unis leur confie la direction d'une part de ses programmes de recherches. Ils sont notamment affectés aux bases de White Sands, dans le Nouveau-Mexique, et à Fort Bliss, au Texas. Grâce en partie à l'aide de ces scientifiques, l'avancée technologique des États-Unis est considérable pendant la guerre froide.
Elle est arrêtée en 1957, lorsque l'Allemagne de l'Ouest proteste auprès du gouvernement des États-Unis qui la dépouille de ses compétences scientifiques. L'opération Paperclip est rendue publique en 1973.

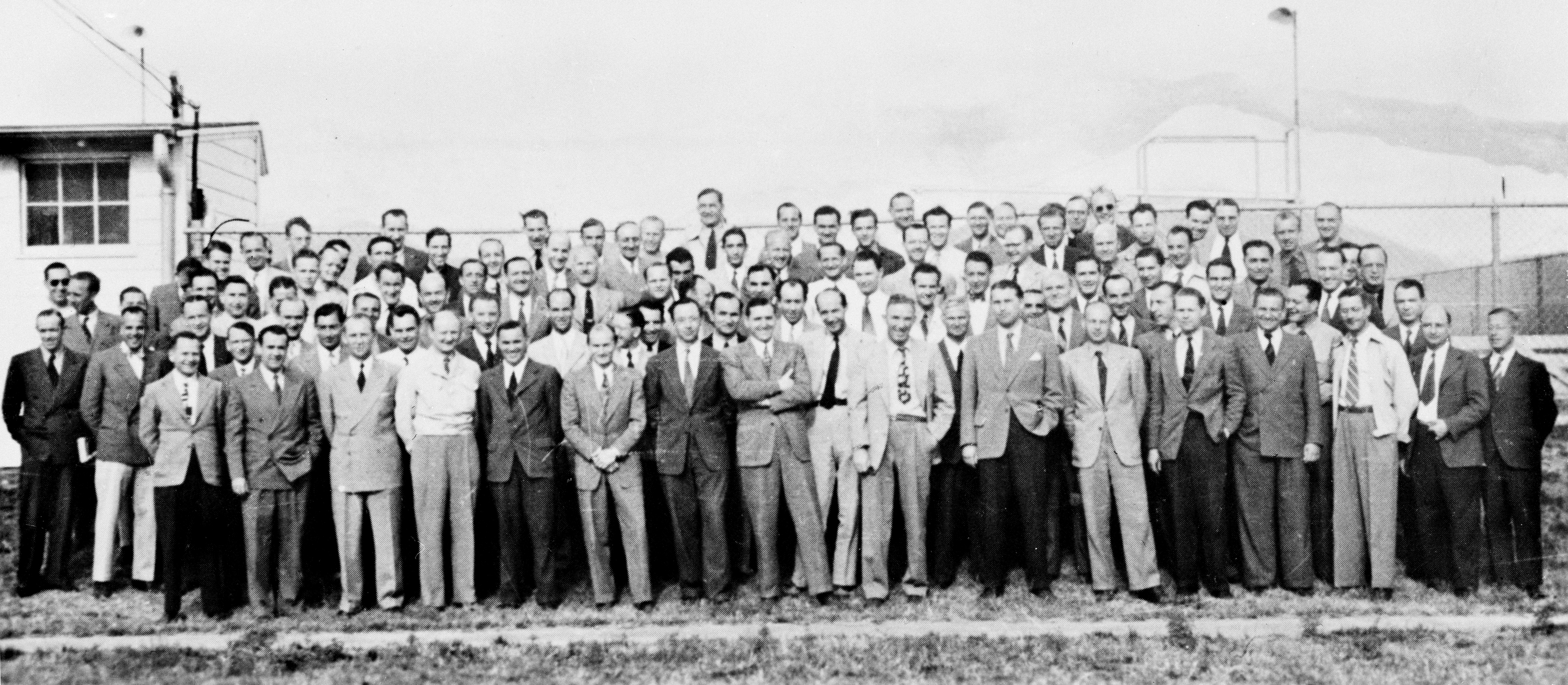
Photo des membres de l'équipe de Wernher Von Braun à Fort Bliss en 1946. Parmi les 124 ingénieurs dont il obtient le recrutement par les États-Unis, la moitié a été membre du parti nazi, 21 de la SA, et deux de la SS, Kurt Debus et Von Braun.

## Contexte

### Premières approches de scientifiques allemands
Avec l'entrée en guerre des États-Unis est créé un camp d'internement à Fort Hunt, près d'Alexandria en Virginie, en 1942 pour interroger les prisonniers de guerre allemands ayant des connaissances techniques et scientifiques sur le complexe militaro-industriel allemand et ses systèmes d'armes perfectionnés tels les officiers de U-Boot, officiers de l'Afrika Korps ou scientifiques. Près de 3 400 détenus sont ainsi passés par Fort Hunt, entre 1942 et 1946 ; 600 interrogateurs avaient pour mission de leur soutirer des informations, en particulier sur les avancées technologiques du Reich. Une partie de ceux-ci rejoindra la Joint Intelligence Objectives Agency chargée de l'opération Paperclip.

### Genèse de l'opération
En juillet 1945, un mémorandum confidentiel de l'état-major américain recommande que « ces esprits talentueux et rares, à la productivité intellectuelle hors du commun, soient placés à notre service », prédisant une « guerre totale » contre l'URSS d'ici 1952, anticipant donc la future confrontation entre les deux grands vainqueurs de la guerre. Une dizaine de scientifiques, jugés lors du procès des savants au sein des procès de Nuremberg, voient ainsi leurs peines atténuées, malgré leur évidente responsabilité dans certains crimes (à l'image de Theodor Benzinger (de)). Des « rockets men » sont chargés d'aller récupérer, sur leurs confidences, leurs matériel, plans, machines et formules encore enfouis dans leurs laboratoires en Allemagne, et de les expédier aux États-Unis.
Plusieurs oppositions se sont exprimées au nom du respect de la démocratie et de l'éthique, notamment du New York Times, de l'ancienne Première dame Eleanor Roosevelt, du scientifique Albert Einstein,,  ou encore du docteur Léopold Alexander, un médecin juif d'origine autrichienne exilé aux États-Unis en 1933. La société américaine ignore toutefois ces opérations jusqu'à leur révélation dans les années 1970. Le président Harry Truman, mis tardivement dans la confidence, décide de médiatiser uniquement leurs inventions « utiles » dans la vie quotidienne : « la stérilisation des jus de fruits et du beurre, les collants féminins qui ne glissent plus, les thermomètres auriculaires », etc. Outre les avancées considérables que ces savants ont apportées à l'armée américaine en ce qui concerne son programme balistique, ceux-ci ont également mis au point des combinaisons anti-G pour les pilotes de chasse (à l'origine de cette découverte, le scientifique Sigmund Rascher avait immergé des déportés du camp de Dachau nus dans de l'eau glaciale afin de tester leur résistance).

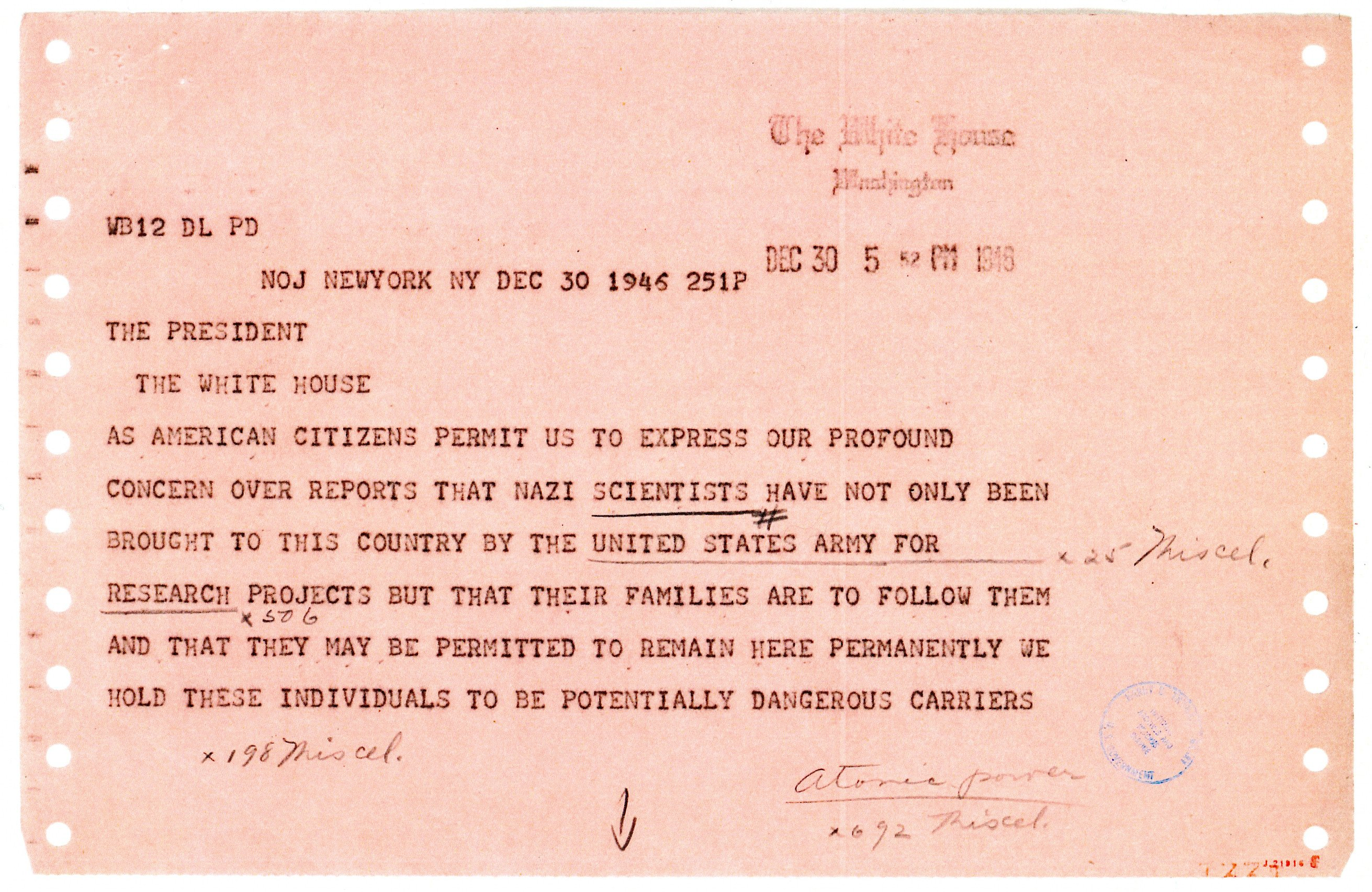
Transcription d'un télégramme de protestation envoyé à Harry S. Truman le 30 décembre 1946 par plusieurs signataires du Council Against Intolerance In America, dont Albert Einstein.

### Quelques scientifiques et responsables allemands

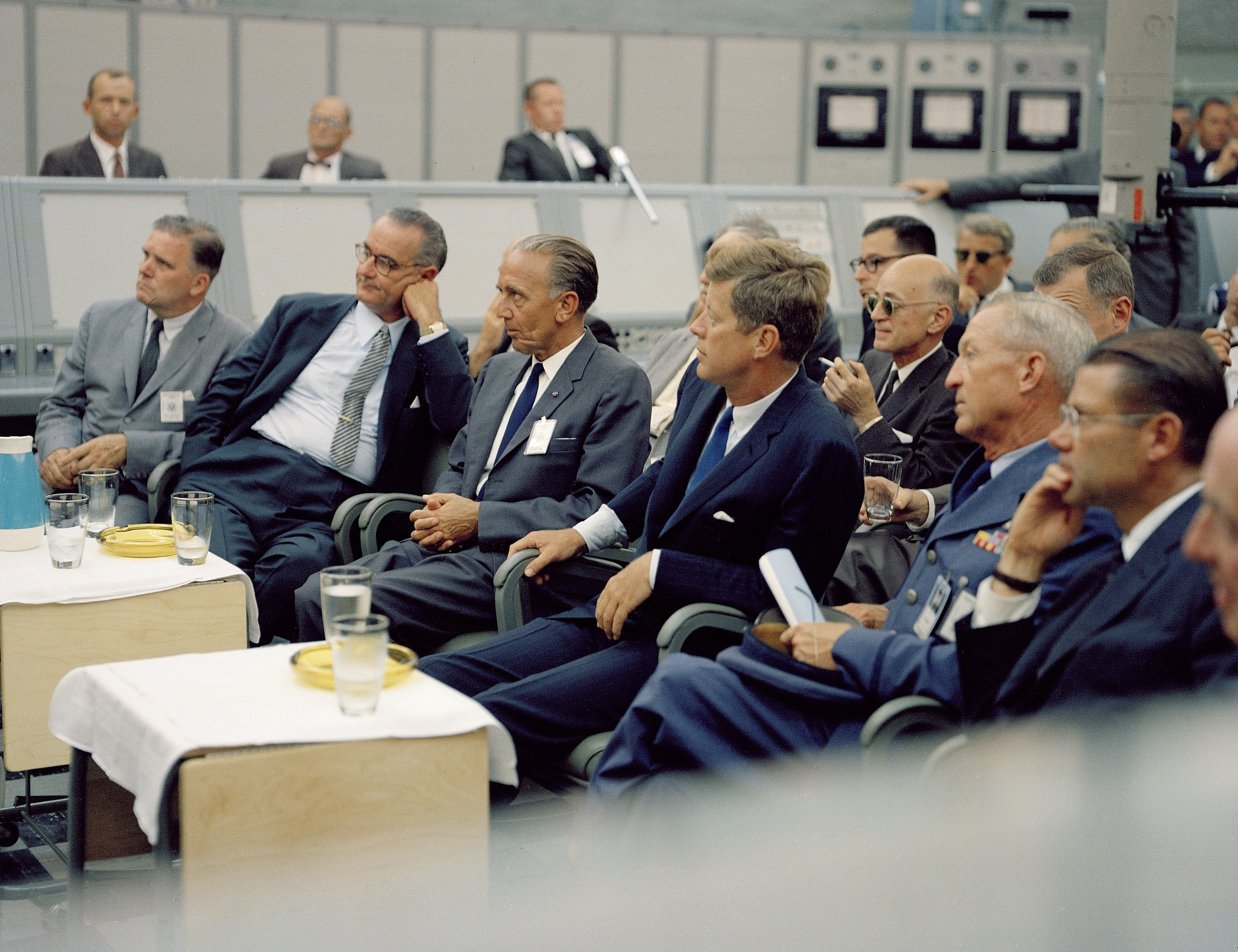
Kurt H. Debus, un ancien nazi devenu responsable du centre spatial Kennedy, assis entre le Président John F. Kennedy (à droite) et le vice-président Lyndon B. Johnson (troisième à partir de la droite) pendant une réunion le 11 septembre 1962 au Complexe de lancement 34 à la base de lancement de Cap Canaveral

- Otto Ambros[3],
- Theodor Benzinger (de),
- Kurt Blome[3], acquitté à Nuremberg,
- Wernher von Braun,
- Magnus von Braun,
- Adolf Busemann,
- Konrad Büttner (en)[3],
- Kurt H. Debus[3],
- Reinhard Gehlen, maître-espion qui créa, après-guerre, l'Organisation Gehlen, ancêtre du Bundesnachrichtendienst, et qui employa de nombreux anciens nazis (notamment l'historien-géographe Wilfried Krallert, chargé pendant la guerre de la coordination entre les renseignements intérieurs et extérieurs),
- Alexander Lippisch,
- Hans von Ohain,
- Georg Rickhey (en)[3],
- Heinrich Rose[3],
- Arthur Rudolph,
- Major général Walter Schreiber,
- Bernhard Tessmann

## Mise en œuvre

### Opérations parallèles à l'Est, en Europe, en Argentine
L'Union soviétique chercha aussi à récupérer le savoir des spécialistes allemands (surtout pour les moteurs d'avions et de fusées) encore présents sur le territoire qu'elle occupait. Ce fut le Département 7 (opérations scientifiques) qui fut chargé de l'opération. Tout d'abord, les personnels furent regroupés et purent continuer leurs recherches. Au bout d'un certain temps, ils furent tous emmenés avec leurs familles dans le cadre d'un déménagement surprise dans plusieurs villes d'Union soviétique où tout avait été préparé pour les recevoir.
L'opération Alsos permit l'exploitation d'une installation atomique allemande, du savoir intellectuel associé, des ressources matérielles et du personnel scientifique au profit du projet de bombe atomique soviétique.
Ils furent cependant renvoyés en République démocratique allemande à partir de 1952, lorsque les spécialistes russes qui les entouraient eurent rattrapé leur retard technologique.

### Opérations concurrentes
Le Royaume-Uni et la France menèrent des opérations similaires avec des moyens plus limités pour récupérer le savoir technologique de l'Allemagne. Par exemple, plusieurs installations d'essais aéronautiques furent démontées en Allemagne et reconstruites en France (dont, par exemple, la soufflerie S1MA de Modane, encore unique au monde). En Normandie à Vernon (Eure), au Laboratoire de recherches balistiques et aérodynamiques créé en 1946, une soixantaine de techniciens et ingénieurs allemands issus de la base militaire de Peenemünde, installés avec femmes et enfants dans une cité provisoire, le Buschdorf , travaillèrent à la mise au point des premiers moteurs à réaction de la chasse française (SNECMA Atar), du premier Airbus et des premières fusées françaises. De même, le premier hélicoptère construit dans l'usine devenue plus tard Eurocopter à Marignane, le SNCASE SE.3000, était une évolution d'un modèle récupéré en Allemagne, le Focke-Achgelis Fa 223 Drachen.
L'Argentine fut aussi dans la course et ses services secrets proposèrent à partir de 1944 à des ingénieurs allemands comme Kurt Tank, le concepteur du Focke-Wulf Fw 190, de travailler dans son industrie aéronautique. Quand le président Juan Perón perdit le pouvoir en 1955, l'équipe des anciens de Focke-Wulf se dispersa, beaucoup partant aux États-Unis ou en Inde. Tardifs, ces départs pour les États-Unis seraient les premiers signes du phénomène de la fuite des cerveaux.

## Dans les arts et la culture populaire
L'opération Paperclip fait plusieurs apparitions dans diverses œuvres.

### Filmographie

#### Cinéma
- 2011 : Captain America : Le Soldat de l'hiver, il s'avère que l'opération Paperclip a été utilisée par HYDRA pour infiltrer le SHIELD.

#### Télévision

##### Série
- 1995 : Dans l'épisode Opération presse-papiers de la saison 3 de X-Files : Aux frontières du réel, le scientifique chargé de faire des expériences sur des humains et des extra-terrestres est un ancien savant allemand envoyé aux États-Unis dans le cadre de l'opération Paperclip.
- 2011 : Dans la deuxième saison de la série American Horror Story, le Docteur Arden est un scientifique allemand récupéré par les États-Unis lors de l'opération Paperclip.
- 2019 : 
  - On peut retrouver un scientifique bien connu en la personne de Wernher von Braun dans la série Projet Blue Book.
  - Dans la saison 1 de For All Mankind, Wernher von Braun est également présent mais à la suite de la déclassification de l'Opération Paperclip, il est discrédité.
- 2020 : La saison 1 de Hunters met en scène les membres d'une société secrète nazie qui cherchent à instaurer un Quatrième Reich aux États-Unis. Ces nazis sous couverture ont pu infiltrer le pays grâce à l'Opération Paperclip.

##### Documentaire
- 2023 : Main basse sur les savants d'Hitler, le plan secret français » réalisé par Bénédicte Delfaut

### Littérature

#### Bande dessinée
- 2009 : L’Histoire secrète dans laquelle l'opération Paperclip sert à récupérer les jeux de Guillaume de Lecce.
- 2012 : The Manhattan Projects co-créée par Jonathan Hickman et Nick Pitarra, à partir du tome 2, les américains et les soviétiques récupèrent les savants nazis.
- 2013 : Spirou et Fantasio tome La Femme léopard, des savants nazis sont récupérés dans le Bruxelles d'après-guerre.

#### Roman
- L'opération Paperclip est au cœur de l'intrigue de L'Ami allemand de Joseph Kanon et de son adaptation cinématographique The Good German de Steven Soderbergh. Elle constitue également un maillon essentiel dans la chaîne des événements recensés par Adélaïde de Clermont-Tonnerre dans son roman Le Dernier des nôtres qui a remporté le grand prix du roman de l'Académie française en 2016.

## Voir aussi

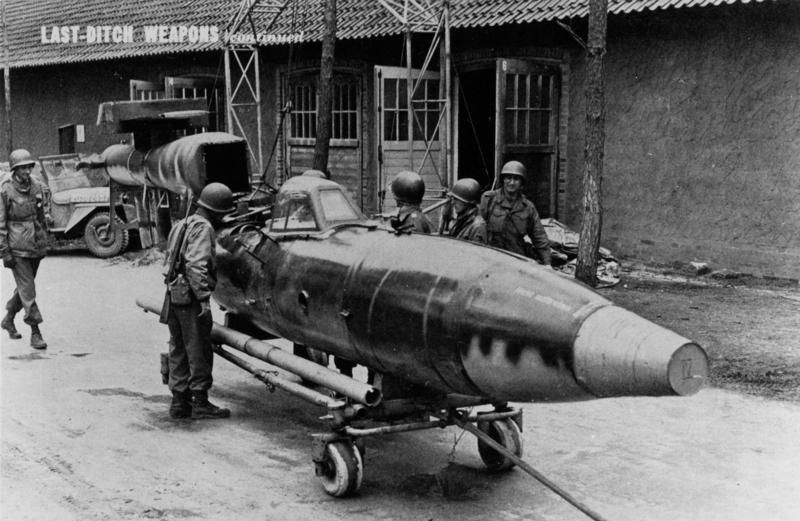
Militaires américains examinant un V-4 Reichenberg.